# مارشال ألمان
مارشال ألمان (بالإنجليزية: Marshall Allman؛ ولد في 5 أبريل 1984) هو ممثل أمريكي اشتهر بأداء دور إل. جي. بوروز في المسلسل التلفزيوني الأمريكي بريزون بريك.
ولد مارشال في أوستن في تكساس لآيدانيل (المولودة في 14 يناير 1950 في أوستن في تكساس) وجيمس مارتن (المولود في 27 أبريل 1950 في مقاطعة ترافيز في تكساس).

## روابط خارجية
- مارشال ألمان على موقع IMDb (الإنجليزية)
- مارشال ألمان على موقع روتن توميتوز (الإنجليزية)
- مارشال ألمان على موقع ألو سيني (الفرنسية)
- مارشال ألمان على موقع ميوزك برينز (الإنجليزية)
- مارشال ألمان على موقع أول موفي (الإنجليزية)
- مارشال ألمان على موقع إن إن دي بي (الإنجليزية)
- مارشال ألمان على موقع قاعدة بيانات الفيلم (الإنجليزية)
- مارشال ألمان على موقع كينوبويسك (الروسية)